# Orthorisma netunaria
Orthorisma netunaria är en fjärilsart som beskrevs av Achille Guenée 1857. Orthorisma netunaria ingår i släktet Orthorisma och familjen mätare. Inga underarter finns listade i Catalogue of Life.